# Mochnacz (obwód czerkaski)
Mochnacz (ukr. Мохнач) – wieś na Ukrainie, w obwodzie czerkaskim, w rejonie złotonoskim, w hromadzie Czornobaj. W 2001 liczyła 283 mieszkańców, spośród których 282 wskazało jako ojczysty język ukraiński, a 1 rosyjski.